# Mount Biederbick
Mount Biederbick är ett berg i Kanada.   Det ligger i territoriet Nunavut, i den nordöstra delen av landet, 4 000 km norr om huvudstaden Ottawa. Toppen på Mount Biederbick är 1 542 meter över havet.
Terrängen runt Mount Biederbick är huvudsakligen kuperad, men västerut är den bergig. Trakten runt Mount Biederbick är nära nog obefolkad, med mindre än två invånare per kvadratkilometer.. Det finns inga samhällen i närheten.
Trakten runt Mount Biederbick är permanent täckt av is och snö.